# Белоруска Народна Република
Белоруска Народна Република (блр. Беларуская Народная Рэспубліка, рус. Белорусская Народная Республика; скраћ. БНР, блр. и рус. БНР), била је краткотрајна држава на подручју данашње Белорусије која је постојала од 1918. до 1919. године на самом крају и непосредно након Првог светског рата.
Настала је на подручју које су немачке трупе биле окупирале темељем мировног споразума у Брест-Литовску, а основана је од стране локалних политичара окупљених око Белоруског националног савета крајем 1917. године.
Савет се 21. фебруара 1918. године прогласио једином легитимном влашћу у Белорусији, 9. марта је прогласио републику, а 25. марта и независност од Русије. Независност БНР-а признале су Централне силе, као и Естонија и још неколико држава насталих распадом Руског царства.
Иако је БНР настојала исходити признање независности од Совјетске Русије, па у ту сврху чак и нудила обнову својеврсних државноправних веза на федералним принципима, Совјети су тај предлог одбили. Када се крајем 1918. године Немачка предала западним савезницима, њене трупе су почеле да се повлаче из окупираних подручја Руског царства. Совјети су то искористили како би покренули офанзиву на запад и на подручју Белорусије успоставили Белоруску Совјетску Социјалистичку Републику.
Рада БНР, врховни орган власти, је отишла у егзил, прво у Гродно у тадашњој Литванији, а након Пољско-литванског рата у Каунас. То тело делује и дан данас и сматра се једном од најстаријих и најдуговјечнијих влада у избеглиштву у данашњем свету.